# حوزه‌های انتخابیه مجلس شورای اسلامی در استان آذربایجان شرقی
استان آذربایجان شرقی ۱۳ حوزه برای انتخابات مجلس دارد که در مجموع ۱۹ نماینده را دربر می‌گیرد.
| #  | نام حوزه                 | مرکز      | شهرستان‌ها | مرکز و بخش‌ها                                           | جمعیت     | کرسی | نقشه |
| -- | ------------------------ | --------- | --------- | ------------------------------------------------------ | --------- | ---- | ---- |
| ۱  | تبریز، آذرشهر و اسکو     | تبریز     | تبریز     | شهر تبریز بخش‌های مرکزی — خسروشاه — باسمنج              | ۲٬۰۴۱٬۶۱۴ | ۶    |      |
| ۱  | تبریز، آذرشهر و اسکو     | تبریز     | آذرشهر    | شهر آذرشهر بخش‌های حومه — گوگان — ممقان                 | ۲٬۰۴۱٬۶۱۴ | ۶    |      |
| ۱  | تبریز، آذرشهر و اسکو     | تبریز     | اسکو      | شهر اسکو بخش‌های مرکزی — ایلخچی                         | ۲٬۰۴۱٬۶۱۴ | ۶    |      |
| ۲  | مراغه و عجب‌شیر           | مراغه     | مراغه     | شهر مراغه بخش‌های مرکزی — سراجو                         | ۳۳۳٬۴۵۶   | ۱    |      |
| ۲  | مراغه و عجب‌شیر           | مراغه     | عجب‌شیر    | شهر عجب‌شیر بخش‌های مرکزی — قلعه‌چای                      | ۳۳۳٬۴۵۶   | ۱    |      |
| ۳  | مرند و جلفا              | مرند      | مرند      | شهر مرند بخش‌های مرکزی — یامچی — کشکسرای                | ۳۰۶٬۳۲۹   | ۱    |      |
| ۳  | مرند و جلفا              | مرند      | جلفا      | شهر جلفا بخش‌های مرکزی — سیه‌رود                         | ۳۰۶٬۳۲۹   | ۱    |      |
| ۴  | اهر و هریس               | اهر       | اهر       | شهر اهر بخش‌های مرکزی — فندقلو                          | ۲۰۲٬۹۲۲   | ۱    |      |
| ۴  | اهر و هریس               | اهر       | هریس      | شهر هریس بخش‌های مرکزی — خواجه                          | ۲۰۲٬۹۲۲   | ۱    |      |
| ۵  | میانه                    | میانه     | میانه     | شهر میانه بخش‌های مرکزی — ترکمانچای — کاغذکنان — کندوان | 330000    | ۲    |      |
| ۶  | شبستر                    | شبستر     | شبستر     | شهر شبستر بخش‌های مرکزی — تسوج — صوفیان                 | ۱۳۵٬۴۲۱   | ۱    |      |
| ۷  | بناب                     | بناب      | بناب      | شهر بناب بخش مرکزی                                     | ۱۳۴٬۸۹۲   | ۱    |      |
| ۸  | سرآب                     | سرآب      | سرآب      | شهر سرآب بخش‌های مرکزی — مهربان                         | ۱۲۵٬۳۴۱   | ۱    |      |
| ۹  | ملکان                    | ملکان     | ملکان     | شهر ملکان بخش‌های مرکزی —آق منار_لیلان                  | لیلان     | ۱    |      |
| ۱۰ | کلیبر، خداآفرین و هوراند | کلیبر     | کلیبر     | شهر کلیبر بخش‌های مرکزی — آبش‌احمد                       | ۹۹٬۸۲۱    | ۱    |      |
| ۱۰ | کلیبر، خداآفرین و هوراند | کلیبر     | خداآفرین  | شهر خمارلو بخش‌های مرکزی — گرمادوز — منجوان             | ۹۹٬۸۲۱    | ۱    |      |
| ۱۰ | کلیبر، خداآفرین و هوراند | کلیبر     | هوراند    | شهر هوراند بخش‌های مرکزی — چهاردانگه                    | ۹۹٬۸۲۱    | ۱    |      |
| ۱۱ | بستان‌آباد                | بستان‌آباد | بستان‌آباد | شهر بستان‌آباد بخش‌های مرکزی — تیکمه‌داش                  | ۹۴٬۷۶۹    | ۱    |      |
| ۱۲ | هشترود و چاراویماق       | هشترود    | هشترود    | شهر هشترود بخش‌های مرکزی — نظرکهریزی                    | ۸۸٬۲۷۰    | ۱    |      |
| ۱۲ | هشترود و چاراویماق       | هشترود    | چاراویماق | شهر قره‌آغاج بخش‌های مرکزی — شادیان                      | ۸۸٬۲۷۰    | ۱    |      |
| ۱۳ | ورزقان                   | ورزقان    | ورزقان    | شهر ورزقان بخش‌های مرکزی — خاروانا                      | ۵۲٬۶۵۰    | ۱    |      |

## پی‌نوشت و منبع
- «جدول حوزه‌های انتخابیه در انتخابات نهمین دورهٔ مجلس شورای اسلامی» (PDF). مرکز پژوهش و سنجش افکار صدا و سیما. بایگانی‌شده از اصلی (PDF) در ۵ اكتبر ۲۰۱۸. دریافت‌شده در ۲۰ ژوئیه ۲۰۱۵. تاریخ وارد شده در |archive-date= را بررسی کنید (کمک)
- «طرح اصلاح قانون تعیین محدودهٔ حوزه‌های انتخاباتی مجلس شورای اسلامی». مرکز پژوهش‌های مجلس شورای اسلامی. ۲۰ تیر ۱۳۹۱. بایگانی‌شده از اصلی در ۲۲ ژوئیه ۲۰۱۵. دریافت‌شده در ۲۰ ژوئیه ۲۰۱۵.
- «نتایج سرشماری ایران در سال ۱۳۹۵». درگاه ملی آمار. بایگانی‌شده از اصلی (اکسل) در ۲۰ شهریور ۱۴۰۲.